# Joey Harrington
John Joseph Harrington Jr. (Portland, 21 ottobre 1978) è un ex giocatore di football americano statunitense che ha militato nel ruolo di quarterback nella National Football League (NFL).

## Carriera

### Detroit Lions
Al college Harrington giocò a football a Oregon, venendo premiato come giocatore offensivo dell'anno della Pacific Ten Conference. Nel Draft NFL 2002 fu selezionato come terzo assoluto dai Detroit Lions. Accolto come il salvatore della patria dai tifosi dei Lions, Harrington prese il posto del titolare Mike McMahon nel finale della sconfitta del primo turno contro i Miami Dolphins, venendo nominato il titolare della squadra poco dopo. Concluse la sua prima stagione completando il 50,1% dei suoi passaggi, con 12 touchdown e 16 intercetti e un passer rating di 59,9.
La carriera di Harrington a Detroit fu di scarsissimo successo. Errori della dirigenza, poca protezione da parte della linea offensiva, mancanza di talento negli altri ruoli e cambi in corsa della filosofia di gioco sotto la gestione dell'allenatore Steve Mariucci portarono il giocatore a non realizzare il suo pieno potenziale da professionista. La sua miglior stagione fu quella del 2004, in cui lanciò 19 touchdown con 12 intercetti. I Lions iniziarono con un record di 4-2 ma vinsero solo due gare nel resto dell'annata, mancando i playoff per la quinta stagione consecutiva.
Il 23 ottobre 2005 Mariucci scelse di spostare in panchina Harrington in favore del veterano Jeff Garcia per la gara contro i Cleveland Browns per provare a dare una scossa alla squadra che aveva iniziato con un record di 2-3. I Lions vinsero per 13-10 e Garcia segnò su corsa l'unico touchdown di Detroit. Dopo un'altra prestazione negativa dell'attacco, Mariucci dichiarò che Garcia sarebbe rimasto il titolare. Fu la prima volta dal 2002 che Harrington saltò una gara dei Lions, interrompendo una striscia di 37 gare consecutive come titolare. Tuttavia tornò il partente dopo che Garcia subì l'intercetto decisivo ritornato in touchdown nei tempi supplementari contro i Chicago Bears. Tornò quindi titolare il 13 novembre 2005 contro gli Arizona Cardinals, lanciando tre touchdown senza subire intercetti nella vittoria dei Lions per 29–21. Malgrado gli anni difficili a Detroit, rimase ottimista sul prosieguo della carriera, venendo nominato sarcasticamente dai tifosi dei Lions "Joey Blue-Skies" e "Joey Sunshine", stanchi dei suoi prevedibili commenti post partita dopo le sconfitte che continuavano a sommarsi.
Dopo la stagione 2005, Detroit firmò i free agent Jon Kitna e Josh McCown, scambiando Harrington con i Miami Dolphins il 12 maggio 2006 per una scelta del quinto giro del Draft NFL 2007. Nel suo periodo con i Lions, Harrington partì come titolare in 55 partite, con un record di 18 vittorie e 37 sconfitte.

### Miami Dolphins
Nel 2006 Harrington non disputò le prime quattro partite dei Dolphins, rimanendo la riserva di Daunte Culpepper. Quando questi si infortunò prima della quinta partita contro i New England Patriots, fu nominato titolare. In quel ruolo perse le prime tre partite, prima di guidare Miami a una vittoria per 31–13 sui precedentemente imbattuti (7–0 all'epoca) Chicago Bears. Seguirono altre quattro vittorie consecutive Harrington; culminò la striscia vincente con una gara in diretta nazionale il giorno del Ringraziamento vincendo a Detroit per 27–10 al Ford Field contro la sua ex squadra. In quella partita passò 213 yard e 3 touchdown per un passer rating di 107,4, il suo migliore del 2006. Dopo quella partita però tornò a faticare. Contro i Buffalo Bills nella settimana 15 completò solo 5 passaggi su 17 per 20 yard, subendo due intercetti. Il suo passer rating fu di 0,0. Harrington fu messo in panchina a metà della gara della settimana successiva contro i New York Jets, venendo sostituito da Cleo Lemon. Nell'ultima gara della stagione contro gli Indianapolis Colts non scese in campo. Complessivamente disputò 11 partite, con un record di 5-6 (Miami ebbe un record finale di 6-10).

### Atlanta Falcons
Il 9 aprile 2007 Harrington firmò un contratto biennale da 6 milioni di dollari con gli Atlanta Falcons per competere con D.J. Shockley e Chris Redman per essere la riserva di Michael Vick.
Harrington fu promosso a quarterback titolare dopo la sospensione di Vick per la stagione 2007. Giocò bene nella pre-stagione ma dopo avere perso le prime due partite della stagione regolare, Atlanta firmò il quarterback Byron Leftwich come suo possibile sostituto. Nella gara interna del terzo turno contro i Carolina Panthers, Harrington completò 11 passaggi su 44 con due touchdown e nessun intercetto per un 110,0 di passer rating nella sconfitta per 27–20. Nel turno successivo salì a 121,7 di rating, completando 23 passaggi su 29, con due touchdown e nessun intercetto, portando i Falcons alla prima vittoria della stagione.
Il 5 marzo 2008 i Falcons svincolarono Harrington per risparmiare spazio salariale ma lo rifirmarono sette giorni dopo. Fu svincolato definitivamente alla fine della pre-stagione.

### New Orleans Saints
Harrington firmò con i New Orleans Saints il 19 settembre 2008. Fu il terzo quarterback della squadra dietro a Drew Brees e Mark Brunell per una partita contro i Denver Broncos. Cinque giorni dopo fu svincolato. Rifirmò il 1º ottobre 2008 ma fu nuovamente svincolato cinque giorni dopo. Rifirmò il 12 ottobre per essere il terzo quarterback della squadra.
Il 30 marzo 2009 Harrington firmò per un nuovo anno con i Saints. Fu svincolato il 5 settembre 2009 e non giocò più nella NFL.